# Cardepia deserticola
Cardepia deserticola là một loài bướm đêm trong họ Noctuidae.